# 龘

龘（漢語拼音：dá/tà；注音符號：ㄊㄚˋ/ㄉㄚˊ；粵拼：daap6）字是現時Big5碼編碼當中筆劃最多的一個字，筆劃達48劃。這個字亦是中華民國一般字典中筆劃最多的一個字。除此，該字也是全世界所有常用語言中，極為少見筆劃相當多的單音節單字。其类推简化字为，位于中日韩统一表意文字扩展区I。
2024年中央广播电视总台春节联欢晚会以“龙行龘龘，欣欣家国”为主题，以“龘”字为主视觉符号。

## 字義
該字隸屬龍部，古代同「龖」，是「龖」字之異體字。《說文》解作「飛龍」。《廣韻》說該字之義為「龍飛之狀」，龍在天空騰飛貌。

## 筆劃更多的字
其實還有一些筆劃比「龘」更多的字，但目前一些舊的電腦系統尚不支援顯示。
例如有一個由四條「龍」所組成的「𪚥」，更達64劃，Unicode中已收錄，但目前一些舊的電腦系統不能顯示。該字被中華民國教育部列為「正字」，發音注音符號標示為「ㄓㄜˊ(zhé)」，明刊本《四聲篇海》中釋其義為「多言也」。根据《龙龛手镜》等字书，“𪚥”字即“詟”之异体字。